# Khordha (Distrikt)
Der Distrikt Khordha (Oriya ଖୋର୍ଦ୍ଧା ଜିଲ୍ଲା Khōrd'dhā Jillā; Hindi खुर्दा जिला; alter Name: Khurda) ist ein Distrikt im indischen Bundesstaat Odisha.
Der Distrikt entstand am 1. April 1993, als vom damaligen Distrikt Puri die neu gegründeten Distrikte Khurda und Nayagarh abgespalten wurden. Im Jahr 2000 wurde der Name in Khordha geändert.
Der Distrikt erstreckt sich über die Küstenebene südlich des Mahanadi-Flusses. Er reicht im Süden bis zum Chilika-See. Die Küste des Golfs von Bengalen liegt in einem Abstand von 20 km. Die Fläche des Distrikts beträgt 2887,5 km².
Verwaltungssitz bildet die namensgebende Stadt Khordha. Die Hauptstadt von Odisha, Bhubaneswar, liegt im Distrikt. Jatni ist eine weitere Stadt im Khordha-Distrikt.
Beim Zensus 2011 betrug die Einwohnerzahl 2.251.673. Das Geschlechterverhältnis lag bei 929 Frauen auf 1000 Männer. Die Alphabetisierungsrate belief sich auf 86,88 % (91,78 % bei Männern, 81,61 % bei Frauen).
95,38 % der Bevölkerung sind Anhänger des Hinduismus, 3,73 % sind Muslime.

## Verwaltungsgliederung
Der Distrikt besteht aus 2 Sub-Divisionen: Bhubaneswar und Khordha.
Zur Dezentralisierung der Verwaltung ist der Distrikt in 10 Blöcke unterteilt:
- Balianta
- Balipatna
- Banapur
- Begunia
- Bhubaneswar
- Bologarh
- Chilika
- Jatni
- Khordha
- Tangi

Des Weiteren gibt es 10 Tahasils:
- Balianta
- Balipatna
- Banapur
- Begunia
- Bhubaneswar
- Bologarh
- Chilika
- Jatni
- Khordha
- Tangi

Im Distrikt befinden sich folgende ULBs: die Municipal Corporation Bhubaneswar, die beiden Municipalities Khordha und Jatni sowie die Notified Area Councils (NAC) Balugaon und Banapur.
Außerdem sind 168 Gram Panchayats im Distrikt vorhanden.